# 도쿠마 쇼텐

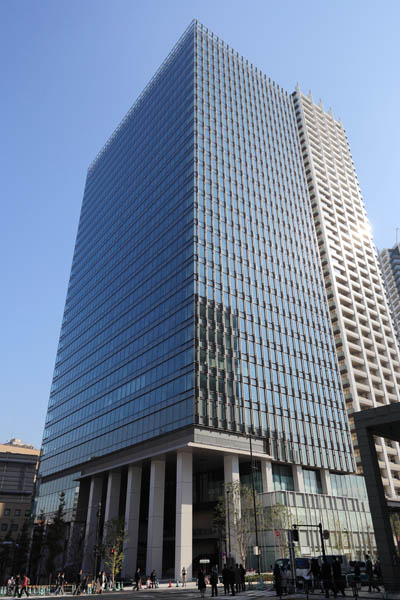

주식회사 도쿠마 쇼텐(株式会社徳間書店 가부시키가이샤 도쿠마 쇼텐[*])은 1954년에 설립된 일본의 출판사이다.

## 역대 운영자
- 도쿠마 야스요시（초대 대표 이사회 사장）
- 마츠시타 타케요시（2번째 대표 이사회 사장、2008년（헤이세이 20년）2월부터 대표 이사회 의장）
- 이와부치 토오루（3번째 대표 이사회 사장）
- 야마시타 타츠미（전무 이사회 → 대표 이사회）
- 코가네이 미츠히로（상무 이사회 → 전무 이사회 → 고문）
- 오가타 히데오（Animage 초대 편집장 → 이사회）

## 예전 자회사
- 도쿠마 인텔리전스 네트워크 - 1994년에 도쿠마 컴퓨터 서비스로 흡수 합병.
- 도쿠마 쇼텐 Inter-Media - 1997년 6월에 본사로 흡수 합병.
- 도쿠마 재팬 커뮤니케이션즈 - 2001년 10월에 다이치고쇼에 매각.
- 다이에이 - 2002년 11월에 가도카와 쇼텐에 매각.
- 스튜디오 지브리 - 일단 본사에 흡수 합병. 분사화 후、2005년 4월에 독립.

## 현재 발행 잡지
- Animage
- Goods Press
- Hyper Hobby
- ENTAME
- 月刊 COMIC Ryu
- Chara
- 月刊 COMIC ZENON
- ヤンヤンCandy
- NINTENDO DREAM

## 예전 발행 잡지
- テレビランド
- わんぱっくコミック
- 月刊マンガボーイズ
- ラブベリー
- リュウ
- 月刊少年キャプテン
- SFアドベンチャー
- サンサーラ
- プチアップルパイ
- コミックバンバン
- BestGear
- SF Japan
- 4WD FREAK
- RVマガジン
- ラブベリー

이하는 도쿠마 쇼텐 Inter Media 발행，도쿠마 쇼텐 발행의 잡지。
- テクノポリス
- ファミリーコンピュータマガジン　→ファミマガ64
- ファミマガWeekly
- PC Engine FAN
- Virtual IDOL
- メガドライブFAN → SATURN FAN → ドリームキャストFAN
- Play Station Magazine
- MSX・FAN

## 시상식 후원
- 贊助大藪春彦賞
- 以及日本SF大賞

## 참고 문헌
- 徳間書店社史編纂委員会・編『徳間書店の30年 1954-1983』 1984（昭和59）年刊
- 『徳間書店の35年 1954-1989』 1989（平成元）年刊

## 같이 보기
- 태양풍 교점 사건